# 猎户四边形星团
猎户四边形星团是位于猎户座的M42核心的一个致密的疏散星团。它是由伽利略发现的。在1617年2月4日，他简要绘制了其中三颗恒星（A,C,D），但没注意到周围的星云状物质。. 第四个成员星（B）在1673年被几个观测者辨认出，之后更多的成员被发现；到了1888年总共发现了8颗成员星。后来其中几颗恒星被确定为是双星。在良好的观测条件下，业余观测者的5英寸口径望远镜可以分解出6颗恒星。